# Kaskel (Adelsgeschlecht)

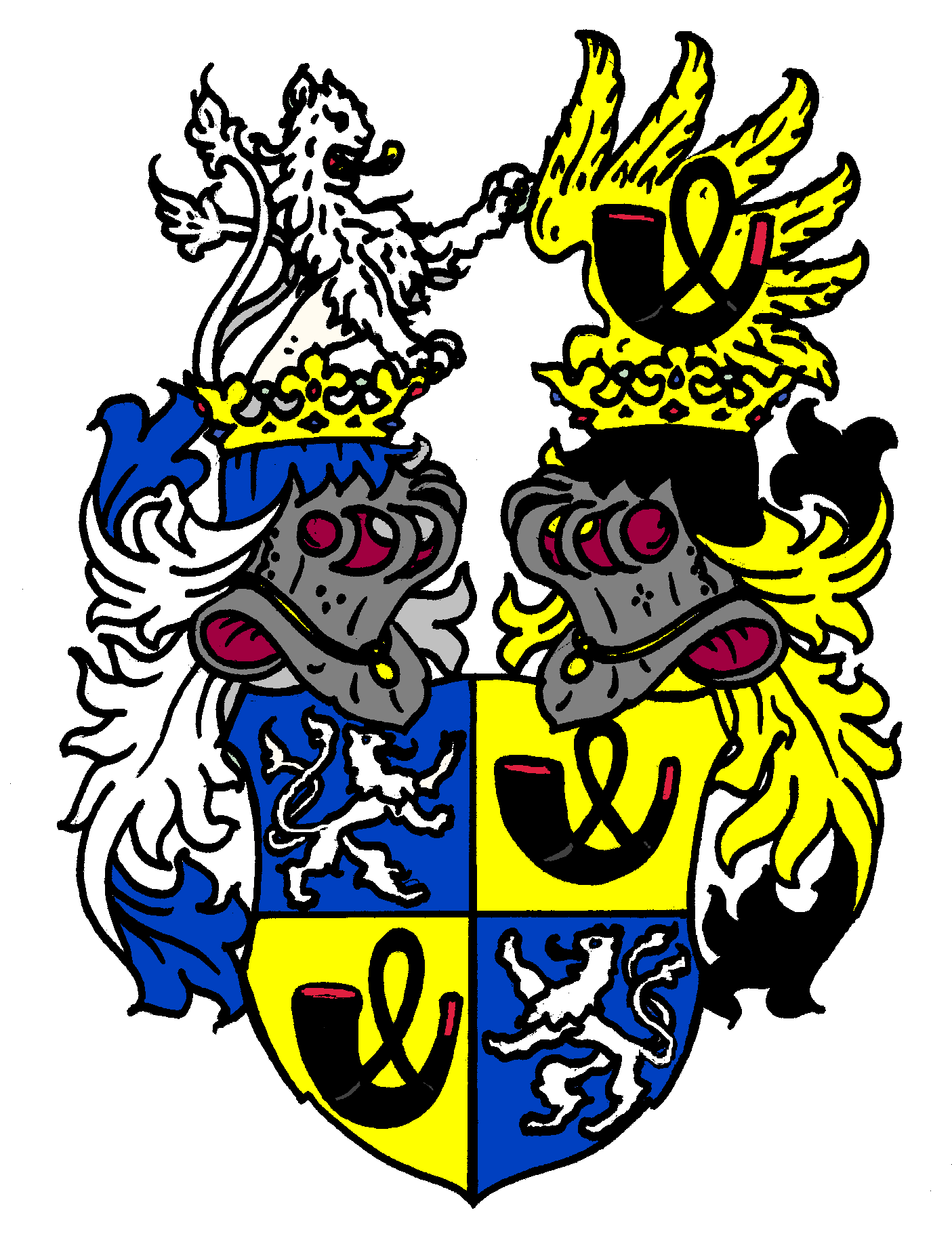
Wappen derer von Kaskel

Kaskel ist der Name eines sächsischen briefadligen, später auch Freiherrlichen Geschlechts jüdischer Abstammung.

## Geschichte
Erstmals tritt die Familie mit dem aus Polen stammenden  und in Dresden zum „Hoffaktor“ ernannten Juden Jakob Kaskele (urkundlich 1742–1788) in Erscheinung. Stammvater ist sein Sohn Michael Kaskel (1775–1845), urkundlich erstmals 1798 erwähnt, später königlich sächsischer Kommerzienrat, verheiratet mit Sara Schlesinger (1774–1858).
Jakob Kaskele gründete 1771 die Privatbank Bankhaus Kaskel in Dresden. 1872 erfolgte die Umwandlung des Bankhauses in die Dresdner Bank. Gründungsmitglieder waren neben Carl Freiherr von Kaskel, Felix Freiherr von Kaskel und Eugen Gutmann, der die Funktion des Vorstandssprechers übernahm, die Allgemeine Deutsche Credit-Anstalt, die Berliner Handels-Gesellschaft, die Frankfurter Deutsche Vereinsbank, die Deutsche Effecten- und Wechselbank sowie die Anglo-Deutsche Bank aus Hamburg.

## Adelserhebungen
- Österreichischer Adelsstand am 28. Oktober 1867 in Paris für Michaels Sohn Carl Kaskel als königlich sächsischer Kammerrat.
- Österreichischer Freiherrnstand am 9. Februar 1869 in Wien mit Diplom vom 19. Mai 1869 für Carl von Kaskel als dirig. Vizepräsident der Sächsischen Bank und Ritter des österreichischen Eisernen Kronenordens 2. Klasse; die königlich sächsische Anerkennung des Freiherrnstandes folgte am 4. Juni 1869 auf Schloss Pillnitz

## Wappen von 1869
Geviert, 1 und 4 in Blau ein zweischwänziger silberner Löwe, 2 und 3 in Gold ein schwarzes Hifthorn mit rotem Mundstück. Zwei Helme, auf dem rechten mit blau-silbernen Decken ein wachsender silberner Löwe, auf dem linken mit schwarz-goldenen Decken ein mit dem Hifthorn belegter goldener Flügel; Schildhalter: zwei goldene Löwen.

## Namensträger
- Carl Freiherr von Kaskel (1797–1874), deutscher Bankier
- Felix Freiherr von Kaskel (1833–1894), deutscher Bankier
- Julius Freiherr von Kaskel (1802–1862), deutscher Bankier
- Karl Freiherr von Kaskel (1866–1943), deutsch-jüdischer Komponist